# Unicodeblock Kharoshthi
Der Unicodeblock Kharoshthi (U+10A00 bis U+10A5F) enthält die Zeichen und Ziffern der Kharoshthi-Schrift, einer indischen Abugida, die schon früh ohne Abkömmlinge ausgestorben ist.
| Unicodenummer   | Zeichen (400 %) | Offizielle Bezeichnung              | Beschreibung                                    |
| --------------- | --------------- | ----------------------------------- | ----------------------------------------------- |
| U+10A00 (68096) | 𐨀               | KHAROSHTHI LETTER A                 | Kharoshthi-Buchstabe A                          |
| U+10A01 (68097) | 𐨁                | KHAROSHTHI VOWEL SIGN I             | Kharoshthi-Vokalzeichen I                       |
| U+10A02 (68098) | 𐨂                | KHAROSHTHI VOWEL SIGN U             | Kharoshthi-Vokalzeichen U                       |
| U+10A03 (68099) | 𐨃                | KHAROSHTHI VOWEL SIGN VOCALIC R     | Kharoshthi-Vokalzeichen vokalisches R           |
| U+10A05 (68101) | 𐨅                | KHAROSHTHI VOWEL SIGN E             | Kharoshthi-Vokalzeichen E                       |
| U+10A06 (68102) | 𐨆                | KHAROSHTHI VOWEL SIGN O             | Kharoshthi-Vokalzeichen O                       |
| U+10A0C (68108) | 𐨌                | KHAROSHTHI VOWEL LENGTH MARK        | Kharoshthi-Vokallängenzeichen                   |
| U+10A0D (68109) | 𐨍                | KHAROSHTHI SIGN DOUBLE RING BELOW   | Kharoshthi-Zeichen doppelter Ring unten         |
| U+10A0E (68110) | 𐨎                | KHAROSHTHI SIGN ANUSVARA            | Kharoshthi-Zeichen Anusvara                     |
| U+10A0F (68111) | 𐨏                | KHAROSHTHI SIGN VISARGA             | Kharoshthi-Zeichen Visarga                      |
| U+10A10 (68112) | 𐨐               | KHAROSHTHI LETTER KA                | Kharoshthi-Buchstabe Ka                         |
| U+10A11 (68113) | 𐨑               | KHAROSHTHI LETTER KHA               | Kharoshthi-Buchstabe Kha                        |
| U+10A12 (68114) | 𐨒               | KHAROSHTHI LETTER GA                | Kharoshthi-Buchstabe Ga                         |
| U+10A13 (68115) | 𐨓               | KHAROSHTHI LETTER GHA               | Kharoshthi-Buchstabe Gha                        |
| U+10A15 (68117) | 𐨕               | KHAROSHTHI LETTER CA                | Kharoshthi-Buchstabe Ca                         |
| U+10A16 (68118) | 𐨖               | KHAROSHTHI LETTER CHA               | Kharoshthi-Buchstabe Cha                        |
| U+10A17 (68119) | 𐨗               | KHAROSHTHI LETTER JA                | Kharoshthi-Buchstabe Ja                         |
| U+10A19 (68121) | 𐨙               | KHAROSHTHI LETTER NYA               | Kharoshthi-Buchstabe Nya                        |
| U+10A1A (68122) | 𐨚               | KHAROSHTHI LETTER TTA               | Kharoshthi-Buchstabe Tta                        |
| U+10A1B (68123) | 𐨛               | KHAROSHTHI LETTER TTHA              | Kharoshthi-Buchstabe Ttha                       |
| U+10A1C (68124) | 𐨜               | KHAROSHTHI LETTER DDA               | Kharoshthi-Buchstabe Dda                        |
| U+10A1D (68125) | 𐨝               | KHAROSHTHI LETTER DDHA              | Kharoshthi-Buchstabe Ddha                       |
| U+10A1E (68126) | 𐨞               | KHAROSHTHI LETTER NNA               | Kharoshthi-Buchstabe Nna                        |
| U+10A1F (68127) | 𐨟               | KHAROSHTHI LETTER TA                | Kharoshthi-Buchstabe Ta                         |
| U+10A20 (68128) | 𐨠               | KHAROSHTHI LETTER THA               | Kharoshthi-Buchstabe Tha                        |
| U+10A21 (68129) | 𐨡               | KHAROSHTHI LETTER DA                | Kharoshthi-Buchstabe Da                         |
| U+10A22 (68130) | 𐨢               | KHAROSHTHI LETTER DHA               | Kharoshthi-Buchstabe Dha                        |
| U+10A23 (68131) | 𐨣               | KHAROSHTHI LETTER NA                | Kharoshthi-Buchstabe Na                         |
| U+10A24 (68132) | 𐨤               | KHAROSHTHI LETTER PA                | Kharoshthi-Buchstabe Pa                         |
| U+10A25 (68133) | 𐨥               | KHAROSHTHI LETTER PHA               | Kharoshthi-Buchstabe Pha                        |
| U+10A26 (68134) | 𐨦               | KHAROSHTHI LETTER BA                | Kharoshthi-Buchstabe Ba                         |
| U+10A27 (68135) | 𐨧               | KHAROSHTHI LETTER BHA               | Kharoshthi-Buchstabe Bha                        |
| U+10A28 (68136) | 𐨨               | KHAROSHTHI LETTER MA                | Kharoshthi-Buchstabe Ma                         |
| U+10A29 (68137) | 𐨩               | KHAROSHTHI LETTER YA                | Kharoshthi-Buchstabe Ya                         |
| U+10A2A (68138) | 𐨪               | KHAROSHTHI LETTER RA                | Kharoshthi-Buchstabe Ra                         |
| U+10A2B (68139) | 𐨫               | KHAROSHTHI LETTER LA                | Kharoshthi-Buchstabe La                         |
| U+10A2C (68140) | 𐨬               | KHAROSHTHI LETTER VA                | Kharoshthi-Buchstabe Va                         |
| U+10A2D (68141) | 𐨭               | KHAROSHTHI LETTER SHA               | Kharoshthi-Buchstabe Sha                        |
| U+10A2E (68142) | 𐨮               | KHAROSHTHI LETTER SSA               | Kharoshthi-Buchstabe Ssa                        |
| U+10A2F (68143) | 𐨯               | KHAROSHTHI LETTER SA                | Kharoshthi-Buchstabe Sa                         |
| U+10A30 (68144) | 𐨰               | KHAROSHTHI LETTER ZA                | Kharoshthi-Buchstabe Za                         |
| U+10A31 (68145) | 𐨱               | KHAROSHTHI LETTER HA                | Kharoshthi-Buchstabe Ha                         |
| U+10A32 (68146) | 𐨲               | KHAROSHTHI LETTER KKA               | Kharoshthi-Buchstabe Kka                        |
| U+10A33 (68147) | 𐨳               | KHAROSHTHI LETTER TTTHA             | Kharoshthi-Buchstabe Tttha                      |
| U+10A34 (68148) | 𐨴               | KHAROSHTHI LETTER TTTA              | Kharoshthi-Buchstabe Ttta                       |
| U+10A35 (68149) | 𐨵               | KHAROSHTHI LETTER VHA               | Kharoshthi-Buchstabe Vha                        |
| U+10A38 (68152) | 𐨸                | KHAROSHTHI SIGN BAR ABOVE           | Kharoshthi-Zeichen Strich oben                  |
| U+10A39 (68153) | 𐨹                | KHAROSHTHI SIGN CAUDA               | Kharoshthi-Zeichen Cauda                        |
| U+10A3A (68154) | 𐨺                | KHAROSHTHI SIGN DOT BELOW           | Kharoshthi-Zeichen Punkt unten                  |
| U+10A3F (68159) | 𐨿                | KHAROSHTHI VIRAMA                   | Kharoshthi-Virama                               |
| U+10A40 (68160) | 𐩀               | KHAROSHTHI DIGIT ONE                | Kharoshthi-Ziffer Eins                          |
| U+10A41 (68161) | 𐩁               | KHAROSHTHI DIGIT TWO                | Kharoshthi-Ziffer Zwei                          |
| U+10A42 (68162) | 𐩂               | KHAROSHTHI DIGIT THREE              | Kharoshthi-Ziffer Drei                          |
| U+10A43 (68163) | 𐩃               | KHAROSHTHI DIGIT FOUR               | Kharoshthi-Ziffer Vier                          |
| U+10A44 (68164) | 𐩄               | KHAROSHTHI NUMBER TEN               | Kharoshthi-Ziffer Zehn                          |
| U+10A45 (68165) | 𐩅               | KHAROSHTHI NUMBER TWENTY            | Kharoshthi-Ziffer Zwanzig                       |
| U+10A46 (68166) | 𐩆               | KHAROSHTHI NUMBER ONE HUNDRED       | Kharoshthi-Ziffer Hundert                       |
| U+10A47 (68167) | 𐩇               | KHAROSHTHI NUMBER ONE THOUSAND      | Kharoshthi-Ziffer Tausend                       |
| U+10A48 (68168) | 𐩈               | KHAROSHTHI FRACTION ONE HALF        | Kharoshthi-Bruch ein Halbes                     |
| U+10A50 (68176) | 𐩐               | KHAROSHTHI PUNCTUATION DOT          | Kharoshthi-Satzzeichen Punkt                    |
| U+10A51 (68177) | 𐩑               | KHAROSHTHI PUNCTUATION SMALL CIRCLE | Kharoshthi-Satzzeichen kleiner Kreis            |
| U+10A52 (68178) | 𐩒               | KHAROSHTHI PUNCTUATION CIRCLE       | Kharoshthi-Satzzeichen Kreis                    |
| U+10A53 (68179) | 𐩓               | KHAROSHTHI PUNCTUATION CRESCENT BAR | Kharoshthi-Satzzeichen Halbkreis mit Querstrich |
| U+10A54 (68180) | 𐩔               | KHAROSHTHI PUNCTUATION MANGALAM     | Kharoshthi-Satzzeichen Mangalam                 |
| U+10A55 (68181) | 𐩕               | KHAROSHTHI PUNCTUATION LOTUS        | Kharoshthi-Satzzeichen Lotus                    |
| U+10A56 (68182) | 𐩖               | KHAROSHTHI PUNCTUATION DANDA        | Kharoshthi-Satzzeichen Danda                    |
| U+10A57 (68183) | 𐩗               | KHAROSHTHI PUNCTUATION DOUBLE DANDA | Kharoshthi-Satzzeichen Doppeldanda              |
| U+10A58 (68184) | 𐩘               | KHAROSHTHI PUNCTUATION LINES        | Kharoshthi-Satzzeichen Linien                   |